# Vrăjitoarele din Eastwick (film)
Vrăjitoarele din Eastwick (în engleză The Witches of Eastwick) este o comedie horror americană din 1987 inspirată din romanul cu același nume al lui John Updike. Filmul a fost regizat de George Miller și îi are în rolurile principale pe Jack Nicholson (în rolul Daryl Van Horne), Cher, Michelle Pfeiffer și Susan Sarandon ca vrăjitoarele eponime.

## Rezumat
Alexandra Medford (Cher), Jane Spofford (Susan Sarandon) și Sukie Ridgemont (Michelle Pfeiffer) sunt trei femei nemulțumițe care trăiesc în pitorescul oraș Eastwick din New England. Alexandra este sculptoriță și mamă singură a unei fiice, Jane este o profesoară de muzică recent divorțată incapabilă de a avea copii, iar Sukie este o femeie extrem de fertilă, cu șase fiice, care lucrează ca jurnalist la "Eastwick Word". Pe lângă prietenie, aceste trei femei împărtășesc, de asemenea, ghinionul de a fi abandonate de soții lor. Neștiind că sunt vrăjitoare, femeile formează involuntar un grup care se reunește o dată pe săptămână și își împărtășesc fanteziile lor despre bărbații ideali.
A doua zi după o astfel de întâlnire, un om misterios (Jack Nicholson) sosește în oraș și imediat stârnește atenția prin cumpărarea proprietății reper a orașului - Vila Lennox. Sosirea acestui străin enigmatic provoacă fascinație în rândul tuturor localnicilor, cu excepția localnicei Felicia Alden (Veronica Cartwright), soția creștină a editorului de ziar Clyde Alden (Richard Jenkins). Clyde este, de asemenea, șeful lui Sukie, pe care Felicia o antipatizează. Deși Felicia nu este vrăjitoare, ea este cumva capabilă să simtă că acest om (al cărui nume este ușor de uitat) nu va face niciun bine. Într-o noapte, la unul dintre recitalurile muzicale ale lui Jane, omul ciudat apare și face un spectacol pe seama sa, ceea ce duce la multă bârfă în rândul oamenilor. După recital, Jane primește un buchet de flori cu inițiala "D" scrisă pe el. Acest lucru o face pe Sukie să-și amintească numele omului, dezvăluind că acesta este Daryl Van Horne. Cu toate acestea, în haosul creat în întreaga mulțime de dezvăluirea numelui lui Daryl, colierul cu mărgele al lui Sukie se rupe în mod inexplicabil și cade pe podea, determinând alunecarea pe scări a Feliciei (care și-a bătut joc de numele lui Daryl) și ruperea unui picior.
În ziua următoare, Daryl începe să le seducă pe femei una câte una, începând cu Alexandra, care este la început îngrozită de aroganța lui Daryl, dar mai târziu se îndrăgostește de el. Mai târziu, Daryl se concentrează asupra viitoarei sale victime, Jane, care este considerată foarte nesigură și timidă. În timp ce cei doi stau și duc o conversație politicoasă, Jane îi explică lui Daryl că Vila Lennox a fost construită pe locul în care presupusele vrăjitoare au fost arse pe rug. Mai târziu în acea noapte, Daryl o încurajează pe Jane să înceteze să ducă o viață plină de îndoieli și să învețe să se bucure de viață. Ținând seama de sfatul lui, Jane începe să ducă o viață neglijentă, lăsându-și părul despletit și complăcându-se în alcool, droguri și sex. A doua zi, Daryl le invită pe toate cele trei femei la conacul lui, ceea ce îi permite să-și concentreze atenția asupra lui Sukie. Ca urmare a invidiei și rivalității între cele trei femei, ele reușesc să provoace accidental levitarea unei mingi de tenis în aer. Conștiente în cele din urmă de abilitățile lor magice, femeile sunt de acord să-l împartă pe Daryl continuând să-și petreacă mai mult timp cu el în palatul său.
Mai târziu, în timp ce femeile își continuă prezența lor la conacul lui Daryl, Felicia începe să răspândească în oraș zvonuri despre indecența celor trei femei, ceea ce face ca Alexandra, Jane și Sukie să devină proscrise sociale în oraș. În timp ce vrăjitoarele începe să pună la îndoială loialitatea lor față de Daryl, bărbatul diabolic o ucide pe Felicia prin provocarea fetelor să arunce în necunoștință de cauza o vrajă împotriva ei. Mai târziu în acea noapte, în timp ce Felicia îi spune soțului ei că Daryl este Diavolul, ea începe să vomite treptat sâmburi de cireșe. Neputând fi capabil să urmărească progresul bolii soției sale, Clyde o lovește pe Felicia cu un vătrai, omorând-o instantaneu.  
După moartea Feliciei, cele trei femei devin înspăimântate de puterile lor și sunt de acord ca niciodată să nu-l mai vadă sau să vorbească cu Daryl pentru o perioadă lungă de timp. Între timp, supărat că vrăjitoarele l-au abandonat, Daryl își folosește puterile sale împotriva fetelor pentru a aduce la viață cele mai mari temeri ale lor. Alex se trezește într-un pat plin de șerpi, Jane se transformă într-o babă, în timp ce Sukie este obligată să simtă durere chinuitoare. Dându-și seama că singura modalitate de a-l alunga pe Daryl din viața lor este să folosească vrăji împotriva lui, fetele se reunesc doar pentru a-l seduce și ucide în cele din urmă pe Daryl Van Horne. În dimineața următoare, Daryl pleacă în oraș, iar femeile fac o vrajă pentru alungarea lui Daryl. Sukie ia din biroul lui Daryl o carte intitulată "Maleficio", Jane adună unele obiecte personale ale lui Daryl, cum ar fi haine, păr și fotografii, în timp ce Alex creează o păpușă voodoo din ceară care seamănă cu Daryl. Odată ce vraja începe, Daryl aleargă acasă pentru a pedepsi fetele pentru actul lor de trădare. Îngrozite de capacitatea și puterea lui Daryl, vrăjitoarele aruncă păpușă în foc, făcându-l pe  Daryl să dispară.
Optsprezece luni mai târziu, Alexandra, Jane și Sukie au fiecare câte un fiu. Deși continuă să aibă puteri magice, ele aleg să nu le folosească de frică săp nu-l reînvie pe Daryl. Cu toate acestea, femeile trăiesc împreună în Vila Lenox, Daryl încearcă să comunice cu fiii săi apărând pe ecranele de televiziune. Cu toate acestea, îngrijorate de intențiile diabolice ale lui Daryl, femeile îl evită, închizând televizorul.

## Distribuție
- Jack Nicholson - Daryl Van Horne
- Cher - Alexandra Medford
- Susan Sarandon - Jane Spofford
- Michelle Pfeiffer - Sukie Ridgemont
- Veronica Cartwright - Felicia Alden
- Richard Jenkins - Clyde Alden
- Keith Jochim - Walter Neff
- Carel Struycken - Fidel

## Producție
Vrăjitoarele din Eastwick a fost filmat în Cohasset și Scituate, Massachusetts, SUA.

## Recepție critică
Vrăjitoarele din Eastwick are în prezent un rating de 73% pe Rotten Tomatoes, cu consensul "o poveste amuzantă a trei vrăjitoare și a duelului lor cu diavolul, alimentată de unele fantezii delicioase și interpretări în cheie comică", Janet Maslin în New York Times a apreciat "stilul strălucitor, sclipitor și exclamativ".
Unii critici au crezut că ultima parte a filmului a căzut în ridicol. The Washington Post a scris că a doua jumătate "și-a pierdut magia și a degenerat în ceva plicticos". Potrivit New York Times, "sub farmecul de la suprafață este și prea multă confuzie, iar farmecul în sine dispare cu mult timp înainte ca filmul să se termine". Roger Ebert în Chicago Sun-Times a recunoscut că "punctul culminant al filmului este chinuit".
The Washington Post a scris că Nicholson a fost "vedeta indiscutabilă a filmului The Witches of Eastwick, în ciuda concurenței formidabile a lui Cher, Michelle Pfeiffer și Susan Sarandon", deși a lăudat-o și pe Veronica Cartwright într-un excentric rol secundar.

## Premii
Vrăjitoarele din Eastwick a fost nominalizat pentru două premii Oscar la categoriile cea mai bună coloană sonoră (pentru muzica lui John Williams) și cel mai bun sunet, necâștigând niciunul. Filmul a câștigat un premiu BAFTA la categoria cele mai bune efecte vizuale speciale și a primit o nominalizare pentru cea mai bună prezentare dramatică. Williams a fost, de asemenea, nominalizat pentru un premiu Grammy pentru cea mai bună coloană sonoră a unui film.
Jack Nicholson a câștigat Premiul Saturn pentru cel mai bun actor, iar filmul a obținut nominalizări la alte șase categorii: cel mai bun film fantastic, cea mai bună actriță (Susan Sarandon), cea mai bună actriță în rol secundar (Veronica Cartwright), cel mai bun scenariu (Michael Cristofer), cea mai bună muzică (John Williams) și cele mai bune efecte speciale.
Jack Nicholson a câștigat premiile pentru cel mai bun actor decernate de New York Film Critics Circle (pentru activitatea sa la Witches, Ironweed și Broadcast News) și de Los Angeles Film Critics Association (pentru Witches și Ironweed), acesta din urmă împărțit cu Steve Martin pentru Roxanne (1987).
| Premiu                               | Categorie                               | Nominalizare                                          | Rezultat                            |
| ------------------------------------ | --------------------------------------- | ----------------------------------------------------- | ----------------------------------- |
| Premiile Oscar                       | cea mai bună coloană sonoră             | John Williams                                         | Nominalizare                        |
| Premiile Oscar                       | cel mai bun sunet                       | Wayne Artman Tom Beckert Tom E. Dahl Art Rochester    | Nominalizare                        |
| Premiile BAFTA                       | cele mai bune efecte vizuale speciale   | Michael Lantieri Michael Owens Ed Jones Bruce Walters | Câștigat                            |
| Premiile Grammy                      | cea mai bună coloană sonoră a unui film | John Williams                                         | Nominalizare                        |
| Premiile Hugo                        | cea mai bună prezentare dramatică       |                                                       | Nominalizare                        |
| Los Angeles Film Critics Association | cel mai bun actor                       | Jack Nicholson                                        | Câștigat (împreună cu Steve Martin) |
| New York Film Critics Circle         | cel mai bun actor                       | Jack Nicholson                                        | Câștigat                            |
| Premiile Saturn                      | cel mai bun film fantastic              |                                                       | Nominalizare                        |
| Premiile Saturn                      | cel mai bun actor                       | Jack Nicholson                                        | Câștigat                            |
| Premiile Saturn                      | cea mai bună actriță                    | Susan Sarandon                                        | Nominalizare                        |
| Premiile Saturn                      | cea mai bună actriță în rol secundar    | Veronica Cartwright                                   | Nominalizare                        |
| Premiile Saturn                      | cel mai bun scenariu                    | Michael Cristofer                                     | Nominalizare                        |
| Premiile Saturn                      | cea mai bună muzică                     | John Williams                                         | Nominalizare                        |
| Premiile Saturn                      | cele mai bune efecte speciale           | Michael Lantieri                                      | Nominalizare                        |